# Verena Hanshaw
Verena Hanshaw, née Verena Aschauer le 20 janvier 1994 à Vienne en Autriche, est une footballeuse internationale autrichienne jouant au poste d'arrière gauche à l'AS Roma.

## Biographie

### En club
Verena Hanshaw commence le football à l'âge de 6 ans au SC Groß-Enzersdorf où elle reste quatre ans, puis elle joue au SV Essling de 2004 à 2007 et au FC Stadlau de 2007 à 2009. En 2009, elle rejoint le haut niveau en signant à l'USC Landhaus Vienne, club de première division autrichienne.
Elle n'y reste qu'un an et s'engage en Bundesliga allemande chez le promu Herforder SV pour la saison 2010-2011, mais elle passe une mauvaise saison avec son club qui finit dernier avec une seule victoire. Elle s'engage alors au BV Cloppenburg en 2011, club de deuxième division allemande, où elle joue trois ans, dont la dernière année en première division.
Elle joue ensuite deux ans au SC Fribourg, de 2014 à 2016, puis deux ans au SC Sand, avant de s'engager en 2018 avec le 1. FFC Francfort, club étant intégré à l'Eintracht Francfort en 2020.

### En sélection
Verena Hanshaw est dans un premier temps sélectionnée avec les U-17 de l'équipe d'Autriche de 2009 à 2011, puis avec les U-19 autrichiennes de 2011 à 2012, bien qu'elle ait déjà fait ses débuts avec l'équipe d'Autriche le 27 avril 2011 contre la Slovénie dans le cadre d'une victoire 5-0.
En mars 2016, elle remporte le tournoi de Chypre, son premier trophée avec la sélection.
Elle participe à l'Euro 2017 disputé aux Pays-Bas, la première compétition majeure disputée par la sélection. Les Autrichiennes terminent à la 1re place du groupe C devant la France, la Suisse et l'Islande, avec deux victoires et un match nul. En quarts de finale, Verena Hanshaw et ses coéquipières éliminent l'Espagne aux tirs au but après un match nul et vierge. Au tour suivant face au Danemark, après aucun but marqué en 120 minutes malgré un penalty manqué par Sarah Puntigam, l'Autriche s'incline cette fois aux tirs au but. L'Autriche quitte la compétition avec un bilan honorable d'aucune défaite et d'un seul but encaissé, et Verena Hanshaw fait partie de l'équipe type de la compétition, seule Autrichienne à y figurer.

## Palmarès
- Équipe d'Autriche
  - Vainqueure du Tournoi de Chypre en 2016

## Vie privée
Verena Hanshaw s'appelait Aschauer avant d'épouser en juillet 2021 Joe Hanshaw, un cadreur anglais. Elle a choisi de prendre le nom de famille de celui-ci comme nom d'usage.